# Pan dormido
El pan dormido es un pan dulce y de masa enriquecida típico de la Sierra de Albarracín (en Aragón), así como la Serranía Baja de Cuenca (Castilla-La Mancha), el área de Cieza (Región de Murcia) y el enclave del Rincón de Ademuz (Comunidad Valenciana). Contiene harina de trigo, agua, levadura, huevo, leche entera, azúcar y aceite de oliva. 
Es un producto emblemático de la repostería albarricense y la cocina de Teruel. Durante la Semana Santa, se hornea con un huevo entero en su interior para hacer las monas del Domingo de Resurrección. En Torrebaja, Ademuz, existe un acto religioso local llamado Pan de San Antonio (17 de enero) que consiste en el reparto ceremonial de pan dormido. En Cañete y Salvacañete, Cuenca, se preparan sobre todo para la Fiesta de la Virgen, el 8 de septiembre.

## Origen
Tiene una estrecha relación con la toña murciana y alicantina, el panquemao valenciano y otros muchos homólogos de la región. Todos estos panes tienen un origen medieval. Antiguamente, los panes dormidos se elaboraban de forma casera y luego se llevaban a hornear a los hornos comunales. Se consume mucho durante el verano.

## Elaboración
La elaboración de este dulce típico lleva varias horas y se deja reposar una noche (de ahí su nombre). Todos los ingredientes se mezclan y por último se añade la harina. Se deja «dormir» en un lugar cálido y al día siguiente se bolea y se deja reposar otra vez hasta que vuelva a «subir». Finalmente se pinta con clara de huevo para darle un aspecto brillante y se introduce en el horno.
Es típico de la repostería de Semana Santa que se le introduzca un huevo crudo, sin abrir, en el centro de la masa justo antes de meterlo en el horno.